# Plonévez-Porzay
Plonévez-Porzay (bret. Plonevez-Porzhe) – miejscowość i gmina we Francji, w regionie Bretania, w departamencie Finistère.
Według danych na rok 1990 gminę zamieszkiwały 1663 osoby, a gęstość zaludnienia wynosiła 57 osób/km² (wśród 1269 gmin Bretanii Plonévez-Porzay plasuje się na 378. miejscu pod względem liczby ludności, natomiast pod względem powierzchni na miejscu 294.).